# Лілі Райх
Лілі Райх (нім. Lilly Reich; 16 червня 1885 — 14 грудня 1947) — німецька модерністка-дизайнерка. Вона була близькою колежанкою Людвіга Мієс Ван дер Рое протягом більш ніж 10 років.

## Біографія

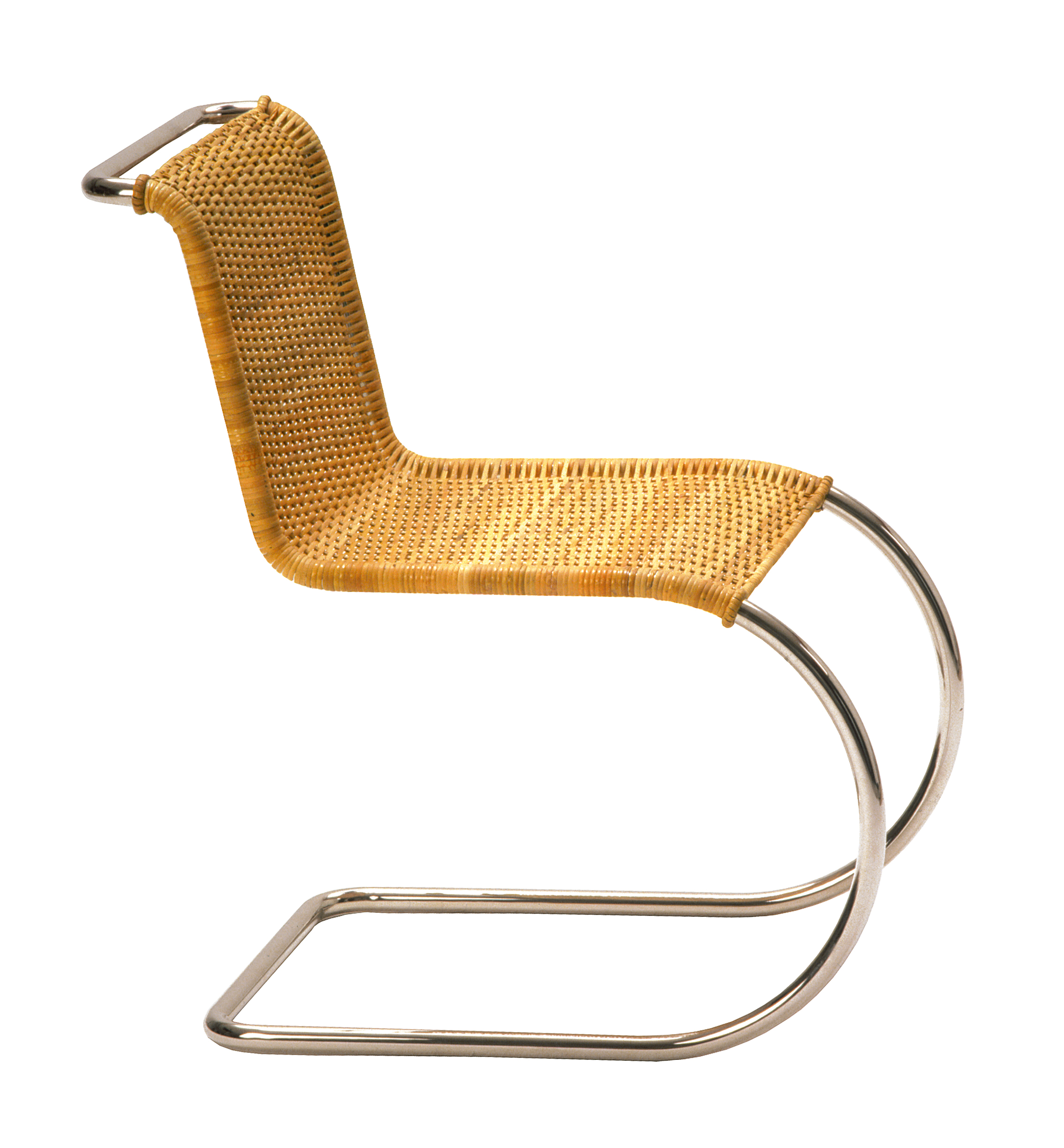
"Weißenhof chair", by Mies van der Rohe with canework upholstery by Reich (ca. 1927)

Лілі Райх народилась у Берліні, Німеччина, у 1885 році. У 1908 році вона пройшла навчання із вишивання, що використала після прибуття до Відня в роботі на Віденській фабриці (Vienna Workshop) — компанії, що займалась виготовленням продуктів візуального мистецтва, на якій працювали дизайнери, митці й архітектори. Лілі Райх повернулась до Берліна 1911 року. Там вона почала займатись дизайном фурнітури та одягу. Водночас працювала як декоратор вікон магазинів. У наступному році Лілі долучилась до  Deutscher Werkbund, або Німецької Федерації — групи, подібної до Віденської фабрики, метою якої було допомогти підвищити конкурентоспроможність німецьких компаній на світовому ринку. Того ж року вона розробила дизайн простої квартири робітничого класу в Берлінському домі торгівлі (нім. Berliner Gewerkschaftshaus). Найбільше визнання Лілі Райх отримала за простоту й функціональність меблів. Її роботи були виставлені на ярмарку Альянсу фабрик у Колоні 1914 року. У 1920 році Лілі стала першою жінкою, обраною до правління Німецького альянсу фабрик (нім. Deutscher Werkbund). З 1924 по 1926 рік вона працювала в офісі торгової палати (нім. Messeamt) у Франкфурті. Там Лілі Райха була відповідальною за організацію і проведення торгових ярмарків.

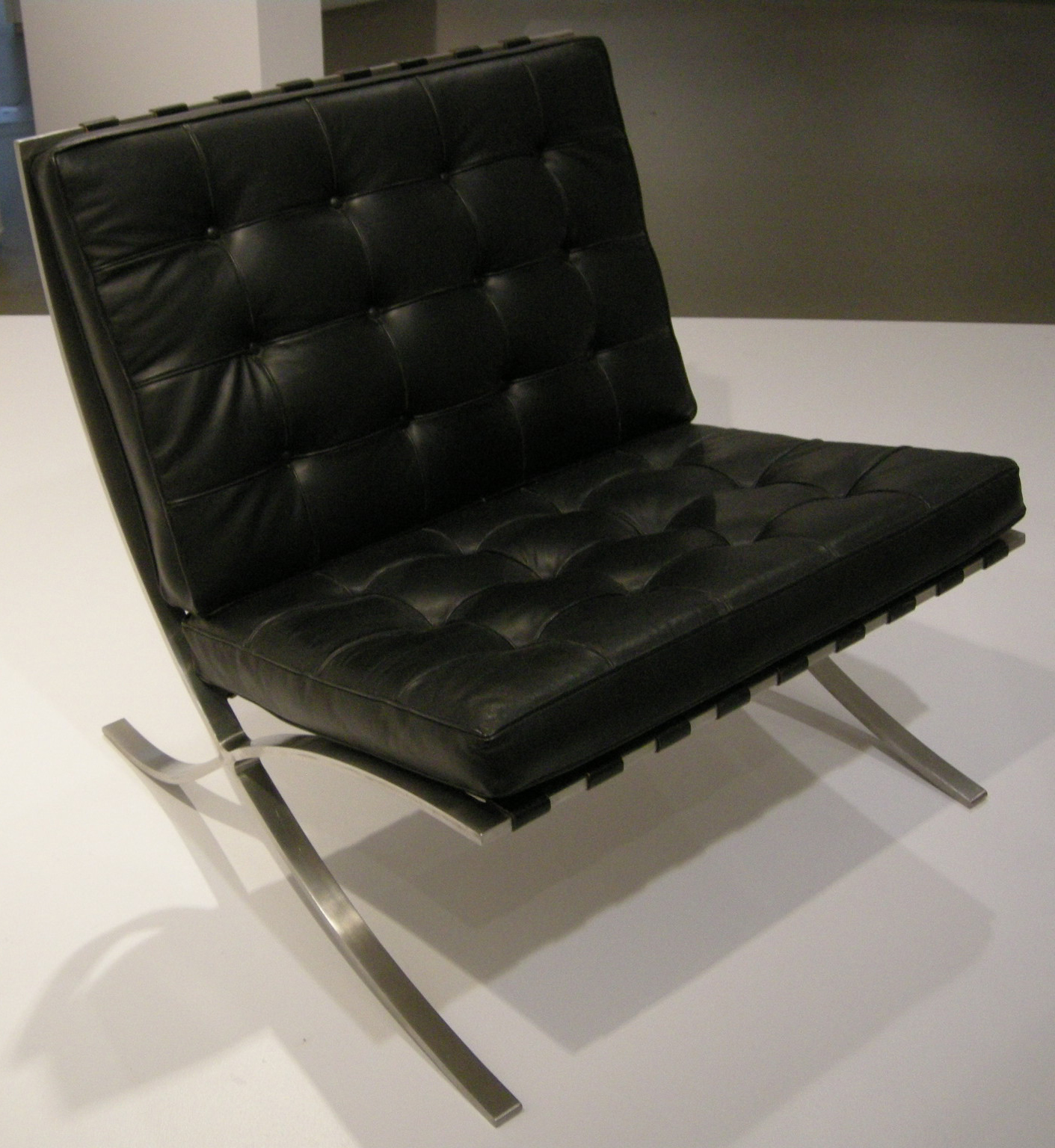
Барселонський стілець